# وليام دوز
وليام دوز (ضابط مشاة البحرية الملكية) (بالإنجليزية: William Dawes) وليام دوز (1762-1836) ضابط من مشاة البحرية الملكية، والفلكي، ومهندس، وعالم النبات، ومساح، والمستكشف، ولغى الإدارة الإستعمارية. سافر إلى نيو ساوث ويلز مع الأسطول الأول على متن سفينتى سيريوس.
ولد وليام داويس في بورتسموث، هامبشاير، في وقت مبكر من عام 1762 ، وكان الابن الأكبر لبنيامين واليزابيث داويس . وكان والده يعمل كاتب في مكتب الذخائر في بورتسموث.
انضم إلى قوات المارينز اللفتنانت الثاني كما في 2 سبتمبر 1779 وأصيب في العمل ضد البحرية الفرنسية تحت الكونت دي جراس في معركة تشيسابيك في 1781.
تطوع للخدمة داويس مع الأسطول الأول، ويجري المعروفة باسم الفلكي المختصة، وطلب إلى إنشاء مرصد وإبداء الملاحظات الفلكية في الرحلة وفي نيو ساوث ويلز.
مترجم http://en.wikipedia.org/wiki/William_Dawes_(Royal_Marines_officer)